# Gaetano Catalano Gonzaga
Gaetano Catalano Gonzaga (Napoli, 21 gennaio 1893 – Roma, 1º luglio 1977) è stato un ammiraglio italiano.
Fu Ammiraglio di Divisione Navale dal 29 dicembre 1943 al 31 agosto 1946. Durante il primo conflitto mondiale fu tra i primi dirigibilisti e partecipò al bombardamento della flotta austriaca su Pola. Assieme a Italo Balbo ed al Generale de Pinedo, partecipò come Capo Missione della R. Marina a bordo di un S55 alla I Crociera Aerea nel Mediterraneo Occidentale del 1928. Comandante dell'incrociatore Colleoni, effettuò dal 5 ottobre 1938 al 5 febbraio 1940 una delicata missione diplomatica in Estremo Oriente, riportando miracolosamente la sua nave in Patria poco prima dello scoppio del secondo conflitto. Al comando dell'incrociatore pesante Bolzano, partecipò alla battaglia di Punta Stilo il 9 luglio 1940. Dal 2 dicembre 1942 al 26 luglio 1943 fu incaricato del Comando Supremo FF.NN. dell'Egeo Settentrionale e dal 29 dicembre 1943 al 31 agosto 1946 fu nominato Ammiraglio Comandante della V Divisione Navale, alzando le sue insegne sulla corazzata Duilio. Decorato con Medaglia d'Argento e quattro di Bronzo al V.M., fu aiutante di Campo di S.M. Vittorio Emanuele III ed in cordiali rapporti con il Principe Amedeo Duca d'Aosta. A seguito della caduta della monarchia, lasciò la Marina nel settembre del 1946 e si ritirò nella sua tenuta a San Casciano in Val di Pesa.

## Biografia

### Studi
- 1905/6 - Diploma di licenza tecnica conseguito presso la Scuola Tecnica Pareggiata Francesco de Sanctis
- 1908/9 – Istituto Fisico Matematico Tecnico Gian Battista Vico – Napoli
- 1909/10 – Istituto Tecnico de Merode – Roma
- 5 febbraio 1912 – Ammissione al I° corso V.O. della R. Accademia Navale, corso Leoni

Gaetano Catalano Gonzaga nasce a Napoli il 21 gennaio 1893, figlio di Arturo e di Marta Feraud. Primo di quattro fratelli (Gaetano, Fabrizio, Adriano e Clemente) fu l'ultimo Catalano Gonzaga ad abitare nel palazzo Cirella, a Napoli. Dopo gli studi, nel 1911 entra all'Accademia Militare di Livorno, da cui esce poco prima del primo conflitto col grado di Aspirante Guardiamarina.
Di spirito avventuroso ed esuberante, trovò immediato collocamento nella nascente forza aerea italiana, diventando dirigibilista. A bordo dell'aeronave P4, partecipò ai bombardamenti della base navale austriaca di Pola. Conseguito nel 1916 il brevetto inglese R.N.A.S. per abilitazione pilotaggio dirigibili tipo S.S. e S.S.A., 15 giugno 1918 fu promosso a Comandante in 2ˆ Aeronave di grossa cubatura sull'M.18 dell'Aeroporto di Ferrara dal 3 aprile 1918, comandato dal Tenente di Vascello Ugo Rossini. Lasciò i dirigibili nel 1920 per venire imbarcato come 2° sulla R.N. Puglia. Il 12 luglio 1920 a Spalato, viene ferito durante i gravi incidenti antiitaliani che videro la morte del suo Comandante Tommaso Gulli e del motorista Aldo Rossi. A bordo della corazzata Dante Alighieri, è a Fiume il 12 settembre 1919, giorno dell'entrata di D'Annunzio.
L'8 gennaio del 1921 si sposa a Firenze con Maddalena Cappellini, pronipote della Medaglia d'Oro al V.M. Alfredo Cappellini comandante del Palestro nella battaglia di Lissa che gli darà tre figli: il primogenito è Arturo Catalano Gonzaga, nato il 18 ottobre dello stesso anno. Dopo alcuni imbarchi e giunto al grado di Comandante di Torpediniera, alla fine del 1924 passa ai sommergibili ed assume il comando del battello F7. Ma la sua passione per il volo non lo abbandona, e nel 1928 partecipa come Capo Missione della R. Marina alla Prima Crociera Aerea nel Mediterraneo Occidentale a bordo di un S55. Sui sommergibili passa circa 8 anni assumendo il comando di numerosi battelli e squadriglie. Le sue doti diplomatiche, la sua conoscenza delle lingue e l'indubbio fascino che emanava gli valsero la nomina di Aiutante di Campo di Vittorio Emanuele III, incarico che gli permise di partecipare alla intensa vita di corte e di cui ha lasciato un interessante dossier fotografico. Nel 1936, al comando del C.T. da Verrazzano viene inviato in Spagna dove svolgerà un'azione di delicato equilibrio e che gli varrà utili amicizie nelle Forze Armate spagnole ed il plauso della Regia Marina italiana. Venne così immediatamente imbarcato sull'incrociatore Colleoni al cui comando parte per una ancor più delicata missione in Estremo Oriente. Siamo alla vigilia della Seconda Guerra Mondiale, e si dovrà misurare nei delicati rapporti con i capi missione inglesi, tedeschi, francesi, americani e giapponesi a Shanghai. Lo scoppio del secondo conflitto lo coglie in Giappone ed in maniera rocambolesca riesce a far rientrare il Colleoni in Patria evitandone l'internamento ed aggirando i blocchi navali posti dagli inglesi.
Al suo rientro viene immediatamente destinato al comando dell'incrociatore pesante Bolzano: l'Italia è entrata in guerra, ed il 9 luglio del '40 le Forze Navali italiane si scontrano per la prima volta con la Mediterranean Fleet inglese a Punta Stilo. Una scheggia di uno dei proietti inglesi che incassò il Bolzano rimarrà per sempre in ricordo sulla sua scrivania. In qualità di Ispettore Generale Allestimento nuove navi ebbe l'occasione di effettuare le prove in mare della nuovissima nave da battaglia Roma: entusiasta della nuova nave, che reputò la più sicura della flotta, ne dispose l'imbarco per suo figlio Arturo (appena uscito dall'Accademia Navale) che ne uscì reduce e miracolosamente illeso il 9 settembre del 1943. Quando le sorti italiane cominciano a declinare, viene nuovamente inviato in missione diplomatica nel Mar Egeo, per gestire i difficili rapporti sorti con i tedeschi. L'armistizio lo coglie in Corsica dove stava gestendo il delicato ritiro delle truppe tedesche dalla Sardegna: prima di essere trasferito sull'isola, aveva avuto a Roma dei serrati colloqui con il Ministro della Marina De Courten e con il Re, ed era partito nella convinzione che l'intero governo legittimo italiano si sarebbe trasferito a La Maddalena sotto l'ombrello protettivo della ancor potente ed operativa Flotta italiana. A Firenze, sua moglie viene arrestata dai nazisti e solo l'intervento dell'allora Monsignor Montini riesce ad assicurarne la liberazione. Di suo figlio Arturo non ha più notizie per mesi: il Roma è stato affondato dai tedeschi al largo dell'Asinara e l'intera Flotta si è consegnata agli Alleati. Uomo tutto di un pezzo, affronta con dignità il tragico evolversi degli eventi. Profondamente monarchico, dalla Corsica, in maniera rocambolesca, riesce a raggiungere Brindisi ed il Re. Ma il destino italiano è segnato e con tristezza assume il più difficile ed amaro degli incarichi della sua lunghissima carriera militare: il comando e la gestione della V° divisione navale internata a Malta. Rientra a Taranto a bordo del Duilio nel 1944, appena in tempo per riabbracciare il figlio Arturo, anch'egli rientrato dall'internamento in Spagna. Rimane al comando della V° Divisione Navale fino al 31 agosto del 1946. In maggio è caduta la monarchia, la flotta da guerra italiana, un tempo potentissima, viene sistematicamente smantellata dagli alleati, molti dei suoi compagni di corso dell'Accademia sono scomparsi nel conflitto. Profondamente ferito dagli eventi, conscio del tramonto di un'epoca, lascia la fu Regia Marina fedele al giuramento reso al Re. Si ritira nella sua tenuta a San Casciano in Val di Pesa (FI) dove trascorrerà la sua vecchiaia riordinando con i fratelli l'archivio di famiglia e scrivendo delle precisissime e dettagliatissime memorie sulla sua carriera militare corredate da un'ampia documentazione fotografica. Rimetterà la sua divisa solo in occasione del matrimonio di suo figlio Arturo il 5 giugno del 1955. Scompare nell'Ospedale Militare del Celio, a Roma, il 1º luglio 1977 ed è sepolto accanto alla moglie nella cappella gentilizia di famiglia a Napoli.

Venezia 19 giugno 1938. Rivista Navale in occasione della Giornata degli Eroi del Mare
Venezia 19 giugno 1938. Rivista Navale in occasione della Giornata degli Eroi del Mare

## Carriera Navale
- 1º maggio 1914 promosso Aspirante Guardiamarina
- 1º settembre 1914 nomina a Guardiamarina nel Corpo di Stato Maggiore
- 31 dicembre 1915 nomina a sottotenente di vascello
- 9 aprile 1916 viene nominato Ufficiale di bordo di Dirigibili
- 13 novembre 1916 nominato Comandante di dirigibile esploratore
- 26 luglio 1916 brevetto inglese R.N.A.S. per abilitazione pilotaggio dirigibili tipo S.S. e S.S.A.
- 14 agosto 1917 nomina a Tenente di Vascello
- 15 giugno 1918 Comandante in 2ˆ Aeronave di grossa cubatura
- 22 gennaio 1923 I° Tenente di Vascello
- 19 luglio 1923 nomina a Comandante di Torpediniera
- 11 aprile 1926 promozione a Capitano di Corvetta
- 27 aprile 1931 promozione a Capitano di Fregata
- 8 ottobre 1931, nomina ad Aiutante di Campo Effettivo di S. M. il Re
- 27 aprile 1934 nomina ad Aiutante di Campo Onorario di S. M. il Re
- 21 luglio 1936 promozione a Capitano di Vascello
- 1º marzo 1942 promozione a Contrammiraglio
- 31 luglio 1943 promozione a Ammiraglio di Divisione
- 16 settembre 1946 – domanda di collocamento in posizione ausiliaria
- 1º marzo 1956 – collocamento nella Riserva Navale
- 5 luglio 1958 promozione ad Ammiraglio di Squadra
- 11 maggio 1966 collocamento in congedo assoluto

## Navigazione
- 11 luglio - 22 ottobre 1912 imbarco in istruzione sulla R.N. da battaglia Etna
- 11 luglio - 27 ottobre 1913 imbarco in istruzione sulla R.N. da battaglia Etna
- 1º maggio 1914 – 31 dicembre 1915 R.N San Marco
- 1º gennaio 1916 R.N. Emanuele Filiberto
- 2 gennaio 1916 20 gennaio 1916 R.N. San Marco
- 29 gennaio al 30 marzo 1916 destinato alla scuola dirigibili di Campalto al comando il Cap. di Corvetta Giulio Valli
- 1º aprile 1916 - 1º maggio 1916 – Campalto – Aeronave P4
- 2 maggio 1916 -19 maggio 1916 – Ferrara – ufficiale di bordo Aeronave V2
- 1º aprile 1916 destinato all'aeroscalo di Baggio per seguire l'allestimento dell'aeronave F4, che tuttavia venne posto in disarmo per inconvenienti tecnici (perdite di gas) nell'agosto 1916
- 20 maggio 1916 – 10 ottobre 1916 - Campalto – Aeronave P4
- Il 20 maggio 1916 partecipa ad una missione in Inghilterra per l'acquisto di 4 dirigibili esploratori (assieme al Cap. di Corvetta Salvatore Denti di Pirajno e al S.T. di Vascello Giovanni Vigliani)
- 18 ottobre 1916 - 23 ottobre 1916 – Grottaglie – aggregato alla I° squadriglia Dirigibili Esploratori Aeronave DE5
- 24 ottobre 1916 – 1º dicembre 1916 - comando dell'aeroscalo di San Vito di Taranto – Aeronave DE
- 2 dicembre 1916 – 1º gennaio 1917 – Grottaglie – Aeronave DE5
- 30 dicembre 1916 viene nominato comandante del DE5 con destinazione aeroscalo di Brindisi
- 2 gennaio 1917 - 28 febbraio 1918 – Brindisi – Aeronave DE5
- 25 gennaio 1917 al comando del DE5, entra a far parte della II° squadriglia DE al comando del Ten. di Vascello Marcello Arlotta
- 12 marzo 1918 10 aprile 1919, Ferrara - comandante aeronave P.V. 3
- 30 maggio 1919 -1º febbraio 1920 Pompei - comandante aeronave P.V. 3
- Il 19 gennaio 1920 passa la consegna del comando del P.V. 3 al Tenente di Vascello Bruno Brivonesi
- 8 febbraio 1920 - 21 luglio 1920 Comandante in 2° della R.N. Puglia - il 12 luglio 1920 a Spalato viene ferito dai croati ed il Comandante Tommaso Gulli veniva ucciso.
- 27 luglio 1920 - 29 luglio 1920 Torpediniera 13 O.S.
- 30 luglio 1920 - 1º agosto 1920 CT Aquilone
- 2 agosto 1920 - 1º settembre 1920 CT Fuciliere e CT Irrequieto
- 2 settembre 1920 – 4 dicembre 1920 Uff. in 2ˆ CT Irrequieto
- 4 dicembre 1920 – 31 gennaio 1921 Uff. in 2ˆ CT Impavido
- 2 agosto 1920 – 23 agosto 1920 CT Cosenz
- 25 agosto 1920 – 15 marzo 1922 Aiutante di Bandiera dell'Amm. Gustavo Nicastro, R.N. Andrea Doria
- 16 marzo 1922- 27 aprile 1922 C° Div. da Battaglia Dante Alighieri
- 27 aprile 1922 – 21 marzo 1923 C° Div. da Battaglia Andrea Doria
- 4 luglio 1923 – 29 settembre 1923 Comandante Torp. 63 o.4.
- 2 ottobre 1923 – 8 ottobre 1923 Comandante Torp. 52 A.S.
- 9 ottobre 1923 – 17 febbraio 1924 Comandante Cann. Farinati
- 29 febbraio 1924 – 21 dicembre 1925 Comandante R.N. Giuliana
- 22 dicembre 1924 11 marzo 1925 Sommergibile F 7
- 12 marzo 1925 – 6 marzo 1926 Comandante Sommergibile F 27
- 26 marzo 1926 – 8 luglio 1926 Responsabile R.N. Brennero
- 13 settembre 1926 – 14 settembre 1926 prove R.N. D. 57
- 28 ottobre 1926 – 21 dicembre 1926 Responsabile R. Esploratore Aquila
- 26 maggio 1928 – 3 giugno 1928 Capo Missione della R. Marina su un S55 alla Crociera Aerea nel Mediterraneo Occidentale (Com. di Brigata Generale De Pinedo)
- 6 agosto 1928 – 19 settembre 1928 Comandante Sommergibile Goffredo Mameli
- 20 settembre 1928 – 27 novembre 1929 Comandante Sommergibile Giovanni Da Procida
- 1º luglio 1931 – 27 ottobre 1931 Comandante in 2ˆ Incrociatore Ancona
- 24 gennaio 1935 – 1º settembre 1935 Comandante 1ˆ Flottiglia sommergibili di La Spezia
- 2 settembre 1935 – 21 luglio 1936 Comandante 1° Gr. Sommergibili di La Spezia - anche del Sommergibile Vettor Pisani
- 22 settembre 1936 – 1º ottobre 1936 Comandante 1° Gr. Sommergibili di La Spezia - anche del Sommergibile H.6
- 1º ottobre 1936 – 5 dicembre 1936 Comandante R. N. Giovanni da Verrazzano (esploratore)
- 5 ottobre 1938 - 5 febbraio 1940 Comandante R.N. Bartolomeo Colleoni (incrociatore leggero)
- 6 febbraio 1940 – 16 novembre 1940 Comandante R.N. Bolzano (incrociatore pesante)
- 17-aprile 1941 - 18 aprile 1941 Comandante Rimorchiatore Marettimo
- 1º settembre 1941 – 31 dicembre 1941 R.N. Conte di Cavour (corazzata)
- 14 gennaio 1942 – 1º dicembre 1942 R.N. Sirio (torpediniera)
- 2 dicembre 1942 – 26 luglio 1943 Comando Supremo FF. NN. Egeo Settentrionale
- 26 giugno 1943 – 10 agosto 1943 R.N. Brindisi (incrociatore leggero)
- 29 dicembre 1943 – 31 agosto 1946 R.N. Caio Duilio (corazzata) – Comandante 5ˆ Div. Navale

## Incarichi a terra
- Destinato presso il governo di Zara dal 22.7.1920 al 26.7.1920
- Destinato al comando militare di Selenico dal 25.10.1920 al 30.10.1920
- Aiutante di Bandiera de Comandante Superiore del C.R.E. dal 22.3.1923 al 3.7.1923
- Comando R. Arsenale M.M. di La Spezia dal 6.3.1926 al 23 11.1926
- Stato Maggiore della Ministero della Marina dal 21.12. 1926 all'8.6.1928
- Ascritto al Comando in Capo Dipartimento dello Ionio e Basso Adriatico 26.4.1928
- Comandante Superiore Navale in Estremo Oriente dal 24.12.1938 al 4.2.1940
- Ispettore Generale Allestimento nuove navi dal 10.1.1941 al 31.12.1941
- Comando M.M. Corsica dall'11.8.1943 al 15.11.1943